# 雷伊·霍華德·史蒂文斯
雷伊·霍華德·史蒂文斯（英語：Leigh Howard Stevens，1953年3月9日—），出生於美國新澤西州奧蘭治。他是一位馬林巴琴演奏家，以開發、編纂和推廣史蒂文斯技術或史蒂文斯握法（一種演奏者握著四支馬林巴琴棍演奏馬林巴琴的方法）而著稱。

## 生平
雷伊·霍華德·史蒂文斯在當時最傑出的敲擊樂老師和演奏者的陪伴下學習，其中包括爵士鼓手喬·莫雷洛和單簧管演奏家維達·謝諾維斯。雷伊·霍華德·史蒂文斯計劃在伊士曼音樂學院攻讀大學課程，並計劃成為一名爵士鼓手。 雷伊·霍華德·史蒂文斯回憶說：“當我到伊士曼時，我注意到我正在使用的技術-單手滾奏，用一隻手做巴洛克式的滾奏諸如此類-帶來了很多樂手的注意。其他人似乎認為我在馬林巴琴上有很多才華。我逐漸開始意識到，我有潛力成為世界一流的馬林巴琴演奏家。”
於是，雷伊·霍華德·史蒂文斯立即改為學習敲擊樂，與跟隨約翰·貝克學習敲擊樂，並獲得了表演者證書。2006年11月10日，雷伊·霍華德·史蒂文斯在德克薩斯州奧斯汀市舉行的2006年敲擊樂藝術學會國際公約的大會上正式入選敲擊樂藝術協會名人堂。

## 馬林巴琴的史蒂文斯技術
史蒂文斯技術類型
單次獨立擊打：能夠擊打單次琴鍵（或重複的單次擊打琴鍵）而無需移動手中未使用過的琴棍。
單次交替擊打：擊打時就好像它們是交替的單次獨立擊打一樣，這些擊打由單手左右搖擺琴棍。
雙垂直擊打：同時產生兩個音高的擊打。 （用一隻手同時擊打兩個琴鍵）。